# Angustalius ditaeniellus
Angustalius ditaeniellus är en fjärilsart som beskrevs av Antoine Fortuné Marion 1954. Angustalius ditaeniellus ingår i släktet Angustalius och familjen Crambidae. Inga underarter finns listade i Catalogue of Life.